# Nokia 7 plus
Das Nokia 7 Plus ist ein Smartphone der oberen Mittelklasse. Es läuft mit dem Android-Betriebssystem ohne angepasste Benutzeroberfläche. Auch ist es Teil des Android-One-Programms.

## Spezifikationen

### Software
Am 8. Mai 2018 wurde bekanntgegeben, dass das Nokia 7 Plus eines von sieben Nicht-Google-Geräten sein wird, welche die Android P Beta erhalten werden.